# Elisæus Janus Sommerfeldt
Elisæus Janus Sommerfeldt, född 5 februari 1842 i Randers, död 18 april 1903 i Alger, var en dansk ingenjörofficer. 
Sommerfeldt inträdde 1861 som officer vid infanteriet, där han 1867 blev premiärlöjtnant, övergick 1868 till ingenjörkåren samt blev 1870 chef för telegrafkompaniet, anställdes 1871 vid byggnadstjänst i Köpenhamn samt blev 1873 kapten och lärare i byggnadskonst. 
Under längre studieresor besåg han de nyaste fästningsbyggnaderna och lärde personligen känna Henri Alexis Brialmont och Maximilian Schumann. Sedan han 1884 lösts från sin lärarverksamhet, ombetroddes honom att uppgöra förslag till Köpenhamns befästning, varefter han 1886 började byggandet av det första fortet, Garderhøj. 
Sommerfeldt, som 1890 avancerade till överste, ledde därefter byggandet av landbefästningarna och avslutade dessa efter hans egna idéer utförda arbeten 1894. Köpenhamns pansarfort såväl som västfrontens egenartade befästning kan således betraktas som Sommerfeldts självständiga skapelser, även om de nog rönt inflytande av Schumanns idéer.

## Utmärkelser
- Riddare av Dannebrogorden,  1882[2]
- Dannebrogsmännens hederstecken,  1887[2]
- Kommendör av Dannebrogorden,  1893[2]

[Redigera Wikidata]